# Estructuras industriales

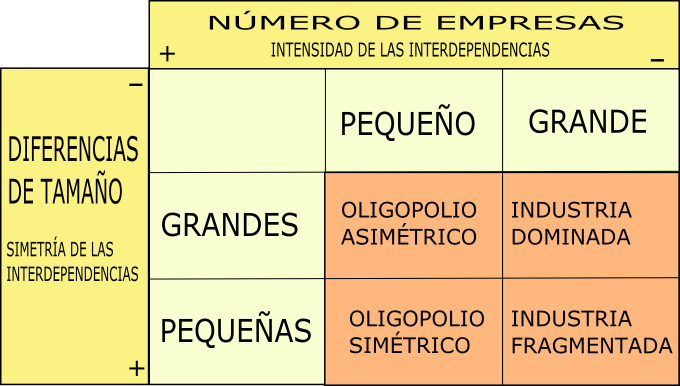
Estructuras industriales.

La estructura de las industrias va a determinar la conducta de las empresas que operan en ese sector.
Se clasifican respecto a dos variables:
- Intensidad de las interdependencias: grado en que las decisiones de una empresa repercuten en los beneficios propios y del resto de las empresas. Cuanto mayor sea el número de empresas, menor será la rivalidad
- Diferencias de tamaño: Hace referencia a la simetría de las empresas.

Se consideran simétricas si la influencia es similar para las empresas. En cambio, se consideran asimétricas si alguna empresa tiene mayor influencia sobre las demás.
De acuerdo a estas variables se distinguen cuatro estructuras de empresa:

## Industria fragmentada
Existe un gran número de empresas en la industria y las diferencias de tamaño son pequeñas. Es la estructura más próxima a la competencia perfecta. 
La rivalidad será alta.
Ej: La industria de las panaderías.

## Industria dominada
Existe un gran número de empresas en la industria y las diferencias de tamaño son grandes, habrá empresas muy grandes y muy pequeñas dentro de la misma industria.
La rivalidad es alta.
Ej: La industria textil

## Oligopolio simétrico
Existe un número pequeño de empresas en la industria y las diferencias de tamaño son pequeñas. Se produce una coordinación entre las empresas.
La rivalidad es más baja.
Ej: La industria de la telefonía móvil

## Oligopolio asimétrico
Existe un número pequeño de empresas en la industria y las diferencias de tamaño son grandes. La coordinación entre empresas solo se produce entre las empresas más grandes.
La rivalidad es pequeña.
Ej: La industria de las bebidas de Cola
- Datos: Q5849768